# Institut für Rundfunktechnik

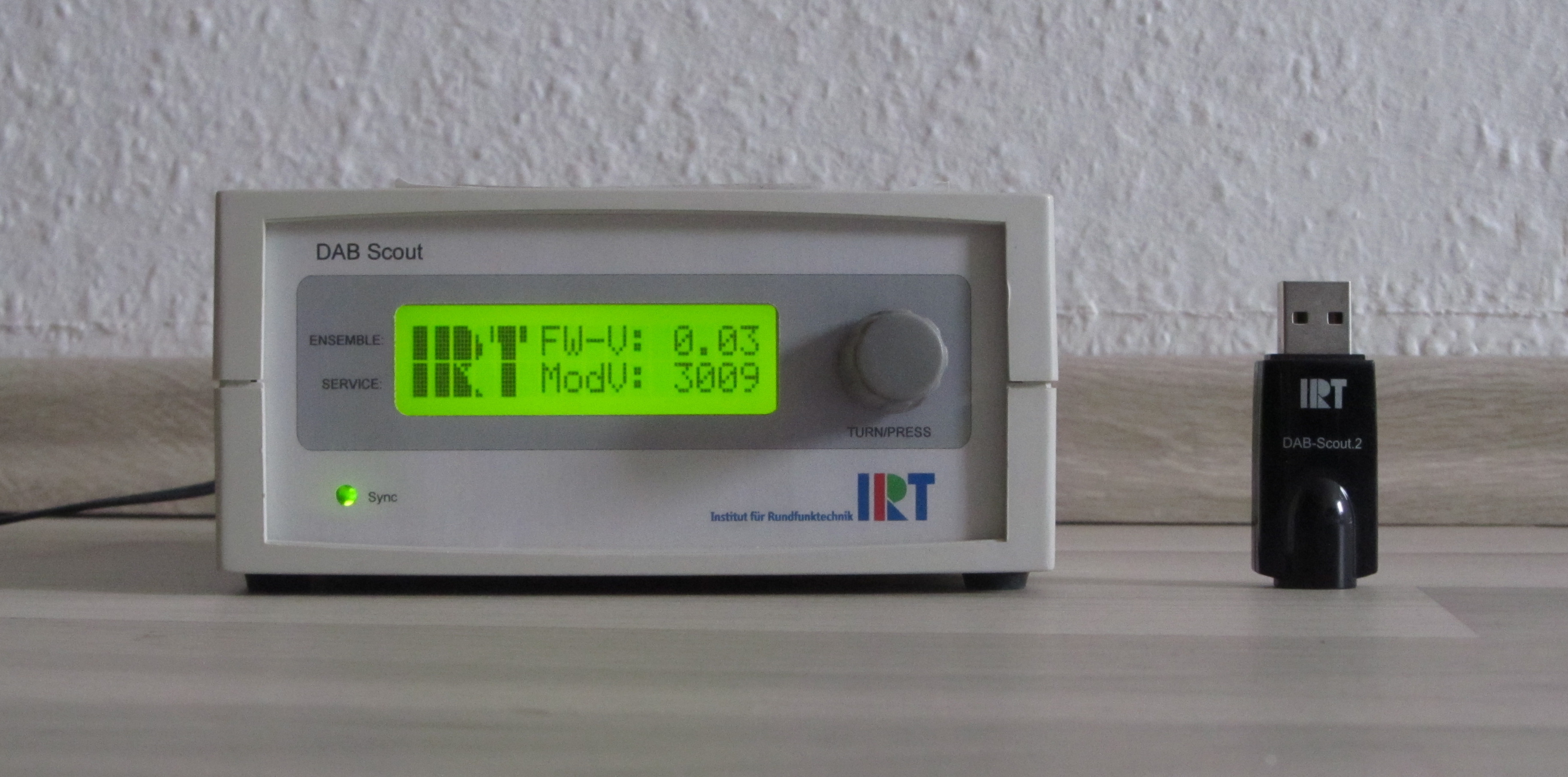
DAB-Messempfänger DAB Scout

Das Institut für Rundfunktechnik (IRT) war eine GmbH und das Forschungsinstitut aller öffentlich-rechtlichen Rundfunkanstalten Deutschlands (ARD / ZDF / DRadio), Österreichs (ORF) und der Schweiz (SRG SSR) mit Sitz auf dem BR-Fernsehgelände in München-Freimann. Das IRT verfolgte gemeinnützige Zwecke und diente der Förderung des europäischen Rundfunkwesens und der europäischen Rundfunktechnik.
Sämtliche Gesellschafter erklärten 2020, ihren Gesellschaftervertrag mit dem IRT zum 31. Dezember 2020 kündigen zu wollen. Damit war das Ende des IRT absehbar. Im März 2021 haben die letzten Beschäftigten ihre Arbeit beendet.

## Aktivitäten
Das Institut betrieb Forschung auf dem Gebiet der Technik von Hörfunk, Fernsehen und Internet. Es entwickelte und beurteilte neue Technologien und begleitete deren Umsetzung in die Praxis. Das IRT vertrat die Interessen des Rundfunks durch seine Mitarbeit in verschiedenen internationalen Gremien wie z. B. EBU, ITU, DVB, WorldDAB etc.
Eine Aufstellung der jährlichen Forschungs- und Entwicklungsaktivitäten findet sich in den Jahresberichten des Instituts.
Das Institut war Herausgeber der Technischen Richtlinien der öffentlich-rechtlichen Rundfunkanstalten Deutschlands, Österreichs und der Schweiz.
Im IRT wurde bis Juni 2018 die sogenannte Wittsmoor-Liste gepflegt und der Öffentlichkeit kostenfrei zur Verfügung gestellt. In dieser Liste wurden wichtige Daten der in Betrieb befindlichen Hörfunk- und Fernsehsender der Bundesrepublik Deutschland zentral zusammengestellt.
Im Rahmen der Öffentlichkeitsarbeit informierte das Institut regelmäßig in technisch-wissenschaftlichen Kolloquien, die gemeinsam mit der Fernseh- und Kinotechnischen Gesellschaft und der Bavaria Film veranstaltet wurden und als Videobeiträge abgerufen werden können.

## Ehemalige Gesellschafter
- Bayerischer Rundfunk
- Deutsche Welle
- Deutschlandradio
- Hessischer Rundfunk
- Mitteldeutscher Rundfunk
- Norddeutscher Rundfunk
- Österreichischer Rundfunk
- Radio Bremen
- Rundfunk Berlin-Brandenburg
- Saarländischer Rundfunk
- SRG SSR
- Südwestrundfunk
- Westdeutscher Rundfunk Köln
- ZDF

## Geschichte
Vorläuferorganisationen sind unter anderem die Rundfunk-Technische Versuchsstelle der Reichs-Rundfunk-Gesellschaft in Berlin (gegründet 1928), die Forschungs- und Entwicklungsstätte beim SWF in Baden-Baden und die Rundfunk-Technische Zentralstelle in Bad Homburg (gegr. 1945).
2017 wurde bekannt, dass ein Anwalt, der im Auftrag des IRT Patenterlöse einsammeln sollte, einen großen Teil der Lizenzkosten von bis zu 200 Millionen Euro auf andere Konten abgezweigt haben soll. Die das Institut tragenden Sender warfen dem IRT-Management vor, sich nicht ausreichend dafür interessiert zu haben, wie sich die Werte ihrer jeweiligen Patente entwickelten und so sei dem IRT auch der Verlust nicht aufgefallen. Bis 2020 hatte der Anwalt zunächst 60 Millionen Euro zurückgezahlt. Diesen Betrag verbuchte das IRT in seiner Bilanz 2018 als Einnahme und berichtete im Geschäftsbericht vom „finanziell besten Jahr in der Geschichte des IRT“. Auch den beteiligten Anstalten war vorgeworfen worden, sich nicht ausreichend mit den Aktivitäten des IRT auseinandergesetzt zu haben.

### Chronologie
- 1956: Gründung des Instituts
- 1957: Beginn der Arbeiten am Institut
- 1962: EBU-Arbeitsgruppe Farbfernsehen PAL-SECAM-NTSC wird unter IRT-Führung gegründet
- 1966: Beginn der Entwicklung Stereoton im Fernsehen
- 1967: Start des PAL-Farbfernseh-Systems auf der IFA Berlin, Elektronische Zeitlupe (Fußballballett)
- 1970: Blue-Screen-Verfahren in der Fernsehproduktion
- 1974: Verkehrsfunksystem ARI
- 1975: erste Versuchssendungen für Videotext
- 1981: ZDF startet mit Stereoton im Fernsehen auf der IFA Berlin nach dem IRT-Zweikanalton-System, Lichtwellenleiter-Übertragung auf der IFA
- 1982: Eduard-Rhein-Preis für die Entwicklung Stereoton im Fernsehen, Digitales Satelliten-Radio (DSR)
- 1983: erste Versuchsausstrahlung des Radio-Daten-Systems (RDS)
- 1984: Kunstkopf-Stereofonie für Hörspiele im Rundfunk, Demonstration von 3-D-Fernsehen auf der IFA
- 1985: Eduard-Rhein-Preis für Video-Programm-System (VPS), erste Demonstration des Tondatenreduktionsverfahrens MUSICAM bei DAB anlässlich der World-Radiocommunication-Conference-ORB in Genf
- 1987: Start der Entwicklung des D2-MAC und HD-MAC-Systems als europäisches EU-Projekt
- 1988: erste DAB-Ausstrahlung in Deutschland
- 1992: digitale HDTV-Übertragung über Satellit, Audio-Datenreduktionsverfahren MUSICAM wird ISO-Standard (ISO MPEG-1 Layer II)
- 1993: erste Programmsendung im 16:9-Modus mit der kompatiblen Sendenorm PALplus-Wide-Screen-Signalisierung
- 1994: Entwicklung und Festlegung der Übertragungsparameter für das terrestrische digitale TV-System DVB-T
- 1995: Entwicklung einer Mediabox zum Empfang von digitalen TV-Kanälen über Kabel als Gemeinschafts-Projekt von ARD/ZDF/IRT, Deutsche Telekom und Premiere.
- 1996: Virtuelles Studio im IRT
- 1997: erste Ausstrahlung von DVB für den mobilen Empfang, Demonstration des „Lesezeichen“ und des EPG (Electronic Program Guide) für DVB
- 1998: erste 5.1 Mehrkanaltonübertragung mit DVB
- 1999: vom IRT neu entwickelter Mikrofontyp Kardioid-Ebenen-Mikrofon wird im Deutschen Bundestag eingesetzt, Demonstration der Multimedia Home Platform MHP (Set-Top-Boxen) auf der internationalen Funkausstellung in Berlin IFA
- 2000: Emmy-Award für ISO MPEG Layer II, IRTs MHP-Referenzimplementierung unterstützt entscheidend den Standard für interaktives Fernsehen
- 2003: Versorgungsrechnungen für die DVB-T-Einführung, Standardisierung des Produktionsformats MXF, IRTs MXF-Software-Entwicklungsumgebung und MXF Test Center
- 2004: erste unkomprimierte HDTV-Aufnahmen in 720 p50
- 2005: erste unkomprimierte HDTV-Aufnahmen in 1080 p50
- 2006: Regional Radiocommunications Conference RRC 06
- 2009: Initiative für HbbTV, ein offenes technisches System, um auf TV-Geräten Mehrwert- und Abrufangebote für den Konsumenten bereitzustellen
- 2010: HbbTV wird ETSI-Standard

- 2017: Strafanzeige gegen einen Patentanwalt wegen Betrugsverdachtes[12]
- 2019: Das Landgericht Mannheim weist die Forderung des IRT gegen den italienischen Rechtevermarkter Sisvel hinsichtlich Patenterlösen im Wert von mehr als zweihundert Millionen Euro ab.[13]
- 2020: Abwicklung des Instituts zum Jahresende
- 2021: Die letzten Beschäftigten beenden ihre Arbeit[14]
- 2022: Das Oberlandesgericht Karlsruhe weist am 9. November 2022 die Berufung[15] zum vorangegangenen Urteil des Landgerichts Mannheim vollumfänglich zurück.[16]